# Darchan
Darchan (Дархан med mongolisk kyrillisk skrift) är huvudstaden i provinsen Darchan-Uul i Mongoliet. Staden är den tredje största i landet och har totalt 65 791 invånare (2000).